# Prawdomów Wyrzykowski
Mieczysław Prawdomów Wyrzykowski (ur. 1820 w Białej Podlaskiej, zm. 27 listopada 1878 w Warszawie) – prawnik polski, adwokat, zesłaniec.

## Życiorys
Urodzony w rodzinie mieszczańskiej, był synem Marcina i Franciszki z Maleszewskich. Kształcił się w szkole powszechnej w Białej, od 1834 był uczniem jednego z warszawskich gimnazjów. Po zakończeniu edukacji szkolnej utrzymywał się z udzielania prywatnych lekcji. Był związany z organizacją spiskową Świętokrzyżców pod wodzą Gustawa Ehrenberga (stanowiącą filię Stowarzyszenia Ludu Polskiego). U schyłku 1838 zatrzymanie członka organizacji Jana Krzywickiego doprowadziło do dekonspiracji; wśród zatrzymanych znalazł się również Wyrzykowski, współlokator Krzywickiego, osadzony w X Pawilonie Cytadeli Warszawskiej. Swoimi zeznaniami przyczynił się do dalszych aresztowań. W czasie procesu w maju 1839 sąd polowy uznał, że Wyrzykowski nie był członkiem organizacji, ale za wykonywanie poleceń jego kierownictwa i rozpowszechnianie ulotek otrzymał wyrok skazujący na osiedlenie się na Syberii. Wyrok zatwierdził namiestnik Iwan Paskiewicz i 5 czerwca 1839 Wyrzykowski został wywieziony z Warszawy. Kolejne kilkanaście lat spędził w Tomsku.
Okres przymusowego osiedlenia się na Syberii Wyrzykowski wykorzystał prawdopodobnie na studia prawnicze, gdyż po powrocie do Warszawy w drugiej połowie lat 50. XIX wieku otworzył kancelarię adwokacką. Był patronem trybunału cywilnego, później uzyskał stopień mecenasa, dzięki czemu mógł występować w sprawach przed Departamentem Rządzącego Senatu. Jeszcze raz jego osoba stała się obiektem zainteresowania carskiej policji po wybuchu powstania styczniowego; w 1863 przez trzy miesiące był więziony w Cytadeli Warszawskiej, a po zwolnieniu pozostawał przez pewien czas pod obserwacją.
Wyrzykowski specjalizował się w sprawach ziemiańskich, w tym zagadnieniach serwitutowych. Charakterystyczna dla jego wystąpień sądowych była obecność przysłów ludowych. Cieszył się opinią niezrównanego facecjonisty, co czyniło zeń cenioną postać warszawskiej inteligencji; często gościła go na swoich wtorkowych wieczorach pisarka Maria Ilnicka.
Był dwukrotnie żonaty. Pierwsza żona poślubiona na zesłaniu Helena Wierzbicka, zmarła w Tomsku w styczniu 1852. Powtórnie ożenił się z Marią Salomeą Witanowską córką Michała i Anny z Sokołowskich. Ślub odbył się 25 kwietnia 1861 w Warszawie. Maria Wyrzykowska zmarła 3 sierpnia 1896.